# Арсаго Сеприо
Арса̀го Сѐприо (на италиански: Arsago Seprio; на ломбардски: Arsagh, Арсаг) е малко градче и община в Северна Италия, провинция Варезе, регион Ломбардия. Разположено е на 290 m надморска височина. Населението на общината е 4878 души (към 2017 г.).